# Kostomłoty (gromada)
Kostomłoty – dawna gromada, czyli najmniejsza jednostka podziału terytorialnego Polskiej Rzeczypospolitej Ludowej w latach 1954–1972.
Gromady, z gromadzkimi radami narodowymi (GRN) jako organami władzy najniższego stopnia na wsi, funkcjonowały od reformy reorganizującej administrację wiejską przeprowadzonej jesienią 1954 do momentu ich zniesienia z dniem 1 stycznia 1973, tym samym wypierając organizację gminną w latach 1954–1972.
Gromadę Kostomłoty z siedzibą GRN w Kostomłotach utworzono – jako jedną z 8759 gromad na obszarze Polski – w powiecie średzkim w woj. wrocławskim, na mocy uchwały nr 27/54 WRN we Wrocławiu z dnia 2 października 1954. W skład jednostki weszły obszary dotychczasowych gromad Kostomłoty, Jenkowice, Zabłoto, Wichrów, Paździorno i Piotrowice ze zniesionej gminy Kostomłoty w tymże powiecie. Dla gromady ustalono 20 członków gromadzkiej rady narodowej.
1 stycznia 1960 do gromady Kostomłoty włączono wsie Mieczków i Osiek ze zniesionej gromady Osiek oraz wsie Bogdanów i Godków wraz z przysiółkiem Osieczyzna ze wsi Ujów ze zniesionej gromady Buków – w tymże powiecie.
31 grudnia 1961 do gromady Kostomłoty włączono wsie Samborz i Piersno ze zniesionej gromady Cesarzowice w tymże powiecie.
Gromada przetrwała do końca 1972 roku, czyli do kolejnej reformy gminnej. 1 stycznia 1973 powiecie średzkim reaktywowano gminę Kostomłoty.